# Медаль Обороны 1940—1945 (Норвегия)
Медаль Обороны 1940—1945 (норв. Deltagermedaljen 9. april 1940–8. mai 1945) — государственная награда Королевства Норвегия.

## История
Медаль Обороны была учреждена королём Норвегии Хоконом VII 19 сентября 1945 года для награждения военного и гражданского населения, участвовавших в обороне страны против вторжения немецких войск и в борьбе на оккупированных территориях Норвегии в период с 1940 по 1945 годы.

## Положение
Медаль Обороны вручается как норвежским гражданам, так и иностранцам, отвечающим одному из критериев:
- принимал участие в боевых действиях против вторжения в Норвегию немецких войск в ходе в 1940 году в течение не менее пяти дней.
- проходил службу в норвежских вооружённых силах или на торговом флоте за пределами Норвегии в течение четырёх месяцев и более, либо менее четырёх месяцев, если один месяц служил на судах, которые участвовали в освобождении Норвегии.
- принимал участие в кампании в Финляндии зимой 1944—1945 годов в течение не менее чем одного месяца.
- военные Союзников, которые принимали участие в освобождении Норвегии и служили в течение не менее чем одного месяца.
- служба в силах сопротивления (партизанских отрядах) в течение четырех месяцев и более.

Медаль носится на левой стороне груди. В случае если награждаемый помимо участия в боевых действиях в Норвегии в 1940 году, также принимал участие в других военных действиях в норвежских вооружённых силах либо сопротивлении, то на ленту медали крепится серебряная розетка.
| Планки к награде  | Планки к награде |
| ----------------- | ---------------- |
| Медаль с розеткой | Медаль           |

## Описание
Медаль круглой формы из бронзы диаметром 33 мм.
Аверс несёт на себе государственный герб Норвегии на фоне готической розетки. По окружности надписи: вверху — «9 APRIL 1940», внизу — «8 MAI 1945».

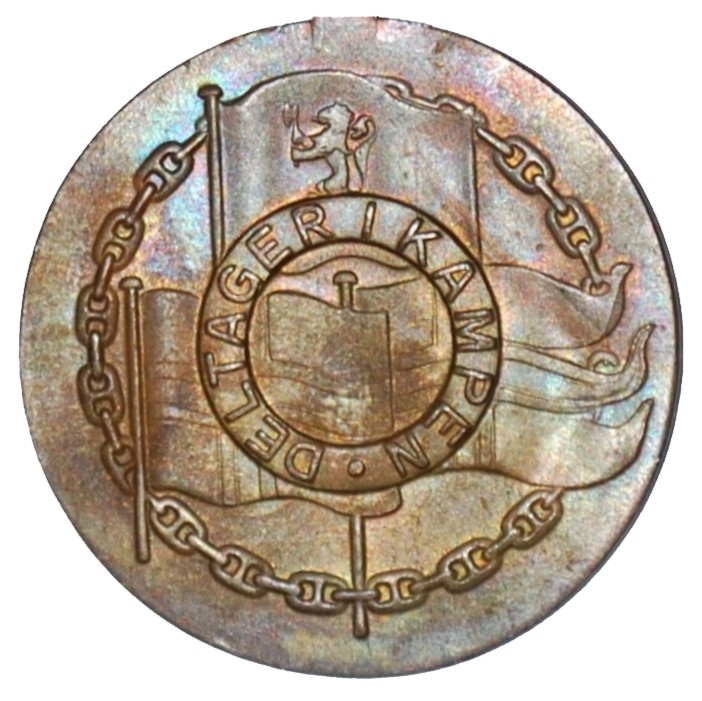
Реверс медали

На реверсе — композиция из трёх флагов: королевского, торгового и вооружённых сил, наложенных на кольцо из судовой цепи. Поверх композиции, в центре медали кольцо с надписью: «DELTAGER I KAMPEN».

Королевский флаг
Флаг торгового флота
Военный флаг

В верхней части медали припаяно кольцо, при помощи которого медаль крепится к ленте.
Лента медали красного цвета с широкой белой полосой по центру обременённой двумя синими полосками.